# Luciana Viviani
Luciana Viviani (Napoli, 2 settembre 1917 – Roma, 11 giugno 2012) è stata una partigiana e politica italiana.
È stata eletta parlamentare alla Camera dei deputati per quattro legislature, dal 1948 al 1968, è stata, inoltre, attivista nel movimento femminile del Secondo dopoguerra e figura attiva dell'Unione donne italiane.

## Biografia

### Infanzia e giovinezza

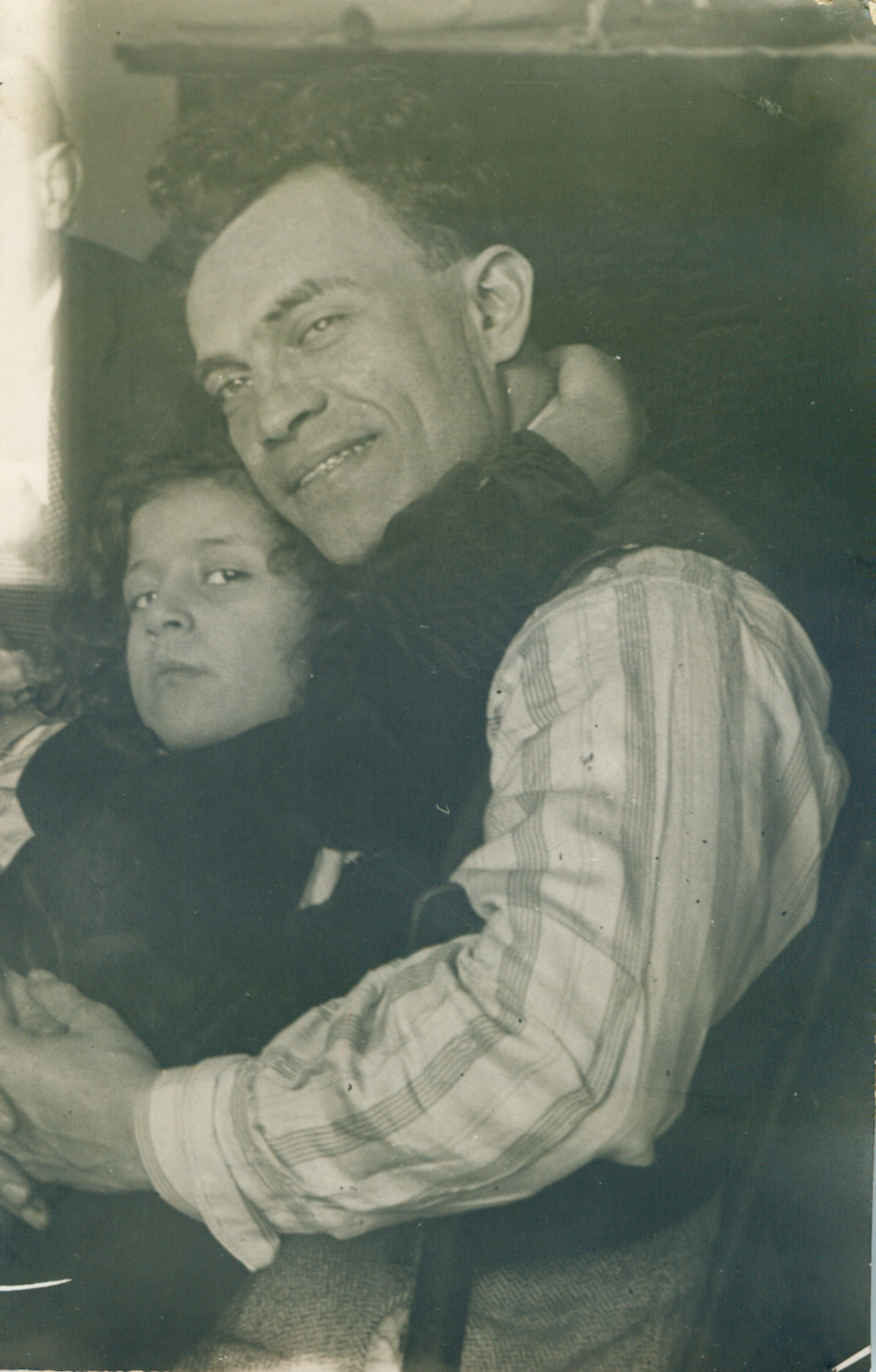
Luciana con il padre Raffaele Viviani

Terza di quattro figli del commediografo Raffaele Viviani e di Maria Di Majo, Luciana nasce a Napoli, cresce nella prima infanzia assieme ai suoi fratelli accudita da una zia materna poiché sua madre era impegnata a seguire Raffaele nella sua attività teatrale.
Il periodo con la “zia Mariuccia”  rimase nei suoi ricordi come una esperienza originale, data l'estrema libertà e “anarchia” che regnava sovrana nei sistemi educativi di questa donna di cui fornirà un ritratto in "Le viceregine di Napoli".
Forse questa esperienza contribuì in parte a rafforzare in Luciana quell'indole “ribelle” e anticonformista che caratterizzò fin dall'infanzia il suo carattere.
Più tardi frequentò il collegio per fanciulle “Regina Coeli” di Napoli, esperienza che invece ricorderà con rabbia, a causa del netto contrasto tra il suo carattere e le ferree regole di quella istituzione, in un ambiente che percepiva come ipocrita e bigotto.
Racconta Fabrizia Ramondino nell'introduzione a "Le Viceregine": Quando i coniugi Viviani, ormai benestanti, decidono di iscriverli nei migliori collegi di Napoli, Mariuccia, rimasta sola, il marito non contava, trasgredisce tutte le regole dei collegi e della loro educazione perbenista. Il suo è un mondo arcaico e antico della provincia che ci viene descritto senza che mai l'autrice ceda al bozzettismo, al pittoresco o alla nostalgia.

### L'antifascismo e la resistenza
Terminata l'esperienza in collegio, Luciana frequenta gli studi magistrali presso l'Istituto Suor Orsola Benincasa per poi iscriversi all'Istituto Universitario Orientale di Napoli e laurearsi in lingue straniere nel 1940 con una tesi dal titolo "La satira di Pope".
Iscritta al GUF, negli anni universitari ha modo di partecipare con alcuni scritti sull'arte e sulla letteratura ai “Prelittoriali della cultura”, una sorta di preliminari dei “Littoriali della cultura e dell'arte” che avevano l'obiettivo di mettere in luce gli elementi più brillanti dei GUF locali: "Come è noto, i Guf in quel periodo erano spesso vere e proprie fucine in cui si formava sotterraneamente una cultura nettamente antifascista". 
Anche Luciana finisce per accostarsi a questo ambiente particolarmente vivace che caratterizza l'Istituto Universitario Orientale e che contribuirà a una graduale presa di coscienza politica e di critica al regime.
Come ricorderà lei stessa, seppure figlia del cantore del mondo “popolare” napoletano, per molti anni era vissuta dentro un'ovattata realtà borghese della quale aveva precocemente avvertito gli angusti limiti morali.
Ma sarà decisivo l'incontro con Serafina, la futura suocera.
Racconta ancora Fabrizia Ramondino: "Qui Luciana trova un rifugio protetto per i suoi amori con il primogenito di Fafina, Riccardo, e poi svoltesi le nozze, quando la tresca viene scoperta dalla famiglia paterna, per partorire il suo bambino. Qui trova non solo l'amore ma l'iniziazione alla militanza politica antifascista, di cui Riccardo è un membro convinto, sostenuto dalla madre, la cui casa durante la guerra, e già prima diventerà un covo di antifascisti ... fra cui il giovanissimo Paolo Ricci, noto pittore."
Anche per questo, quasi vissuta come una sfida o un gesto liberatore, è da intendersi il matrimonio con Riccardo Longone, avvenuto nel 1941, nonostante il parere contrario della famiglia.
Ha inizio un periodo difficile: oltre alla guerra in corso, i due sposi hanno scarsi mezzi di sussistenza e Luciana insegna in una scuola in provincia.
Sempre nel 1941 nasce suo figlio Giuliano.
Ma è in questo periodo che, complici anche le frequentazioni di altri giovani antifascisti, matura pienamente la sua coscienza politica e la scelta di aderire al Partito Comunista Italiano. 
Dopo l'armistizio, Luciana è a Roma ed entra nelle file della Resistenza, precisamente nelle Brigate Garibaldi, con l'incarico di assistere le famiglie dei caduti e dei prigionieri nella III Zona (Flaminio-Parioli-Salario); successivamente passerà ad essere responsabile delle attività delle donne sempre per la stessa III Zona e sarà tra le organizzatrici delle numerose rivolte e “assalti ai forni” compiuti dalle donne contro il razionamento del pane.
Per le sue attività le verrà riconosciuto il titolo di “Partigiana combattente” con il grado di Sottotenente e la qualifica di Commissario Politico nelle Brigate Garibaldi.

### L'attività nel PCI

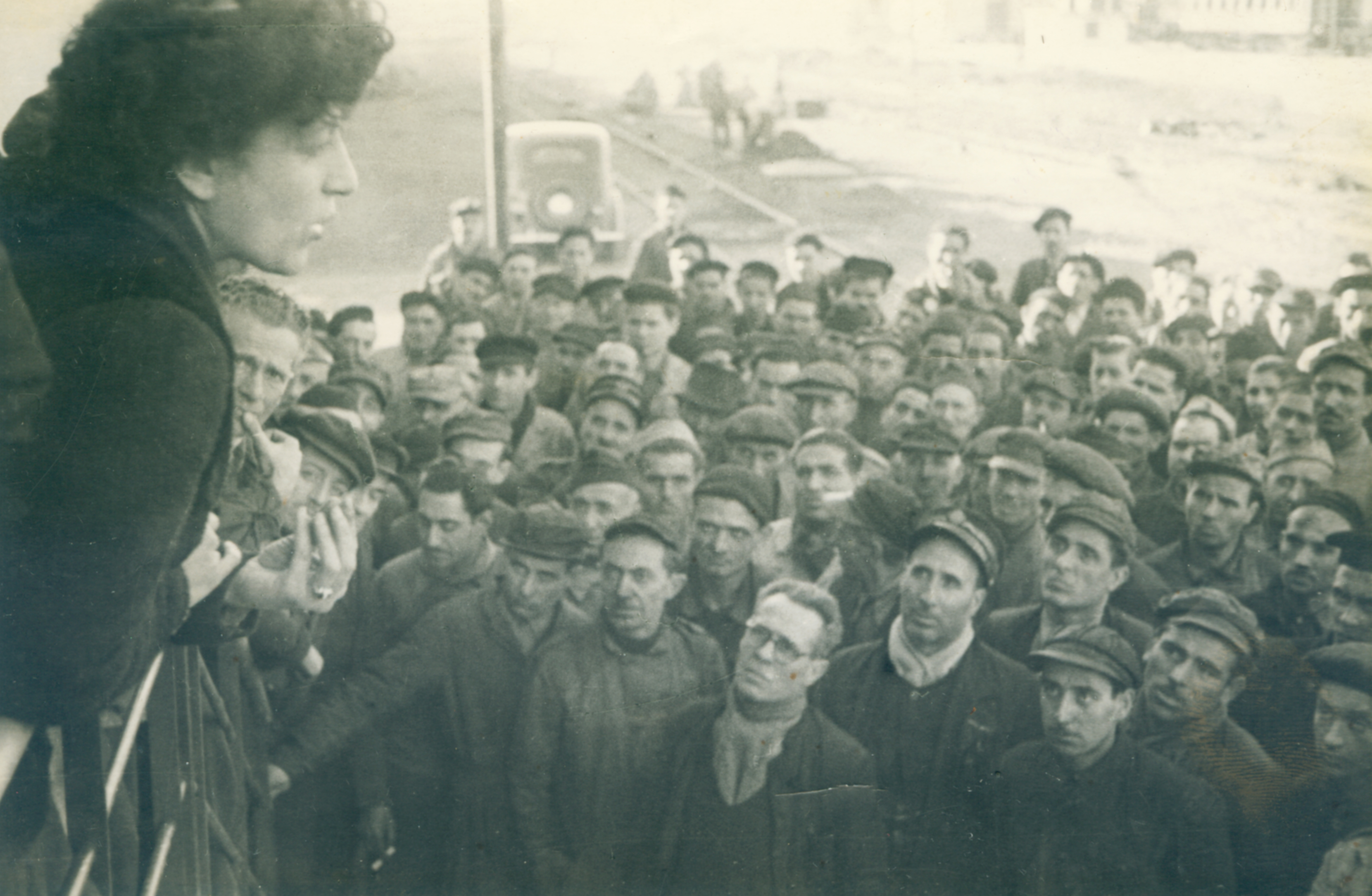
Incontro con i ferrovieri nelle officine di Pietrarsa 1947

Alla fine della guerra intensifica il suo operato nel Partito comunista lavorando nella “Commissione femminile”, muovendosi per l'Italia per conto del partito e organizzando le prime campagne elettorali.
In particolare, nel 1945 si impegna per il PCI nella costituzione delle Commissioni femminili a Milano.
Significativo sarà poi il lavoro politico e propagandistico svolto nei rioni popolari di Napoli, la cui situazione sociale si presentava come una vera e propria sfida per i comunisti: città “plebea” e fortemente monarchica, che avrà la sua maggiore espressione in Achille Lauro.
In questo contesto Luciana Viviani saprà inserirsi in modo originale, riuscendo a conquistare, a poco a poco, la fiducia di vasti strati della popolazione nei rioni popolari, soprattutto la fiducia e la stima delle donne.

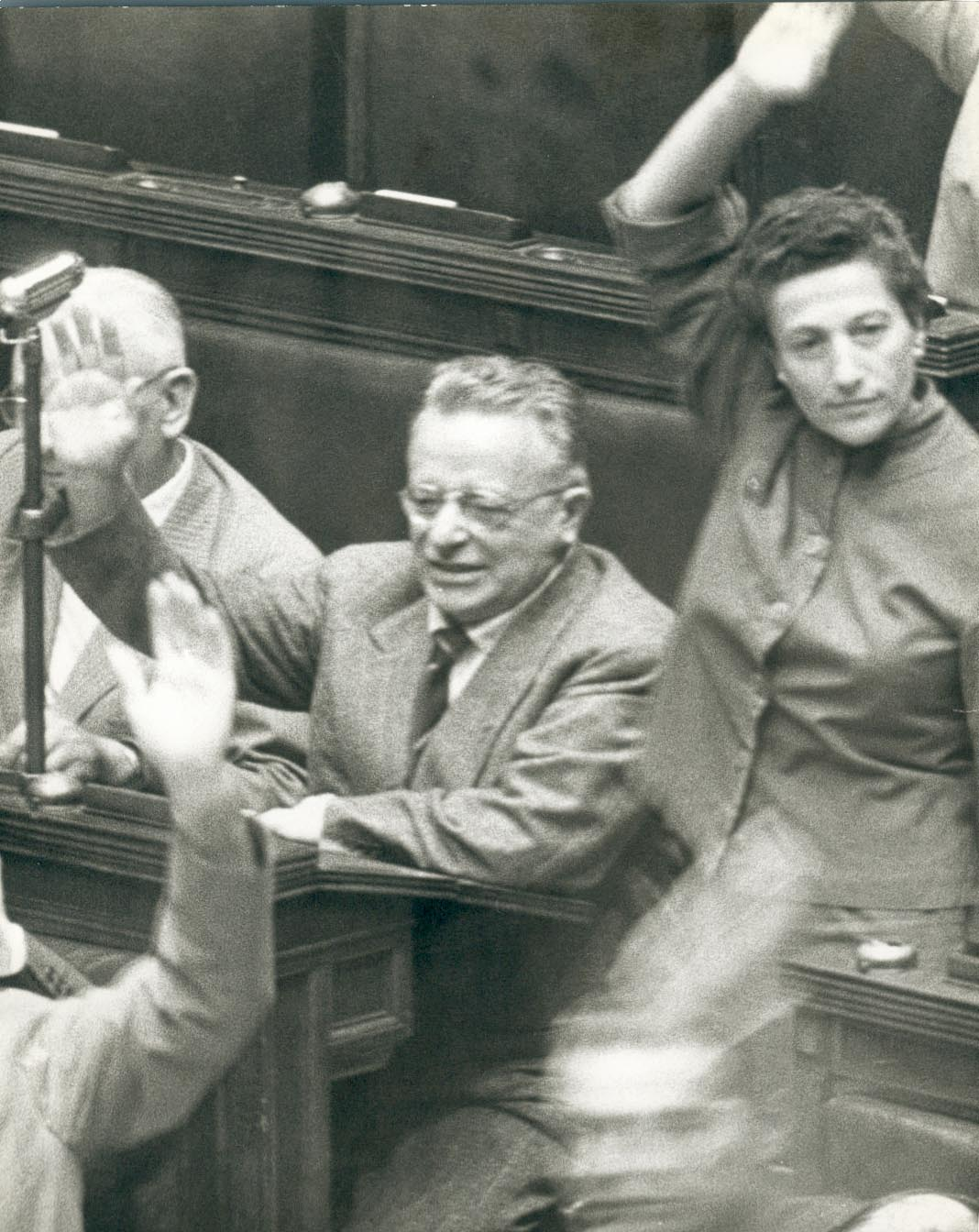
Luciana Viviani con Togliatti alla Camera dei Deputati nel 1950

Riuscirà infatti a strappare, nel 1963, il collegio senatoriale di Forcella al monarchico “Comandante” Achille Lauro.
Ha partecipato alla fondazione del PCI di Napoli nel 1945.
Candidata una prima volta per le elezioni politiche del 1946, nel 1947 verrà eletta Consigliere comunale e nel 1948 alla Camera dei Deputati, tra le prime donne in Parlamento.
Da quel momento, e fino al suo ultimo mandato parlamentare, conclusosi nel 1968, molto intesa sarà la sua azione parlamentare soprattutto negli ambiti che riguardano la crescita dei sistemi di assistenza, di tutela della donna, dell'infanzia e della previdenza.
Nel dopoguerra (1946-47) è stata tra le promotrici, insieme all'Unione donne italiane (UDI) al quale collaborarono le "Commissioni Femminili" della CGIL, del PCI e del PSI, del "Comitato per la salvezza dei bambini di Napoli"

che organizzò la partenza di migliaia di bambini sfiniti dalla guerra e dalla fame, provenienti dalla città più bombardata d'Italia.
Essi furono ospitati presso famiglie del Centro-Nord per ricevere un temporaneo accudimento e una migliore nutrizione.

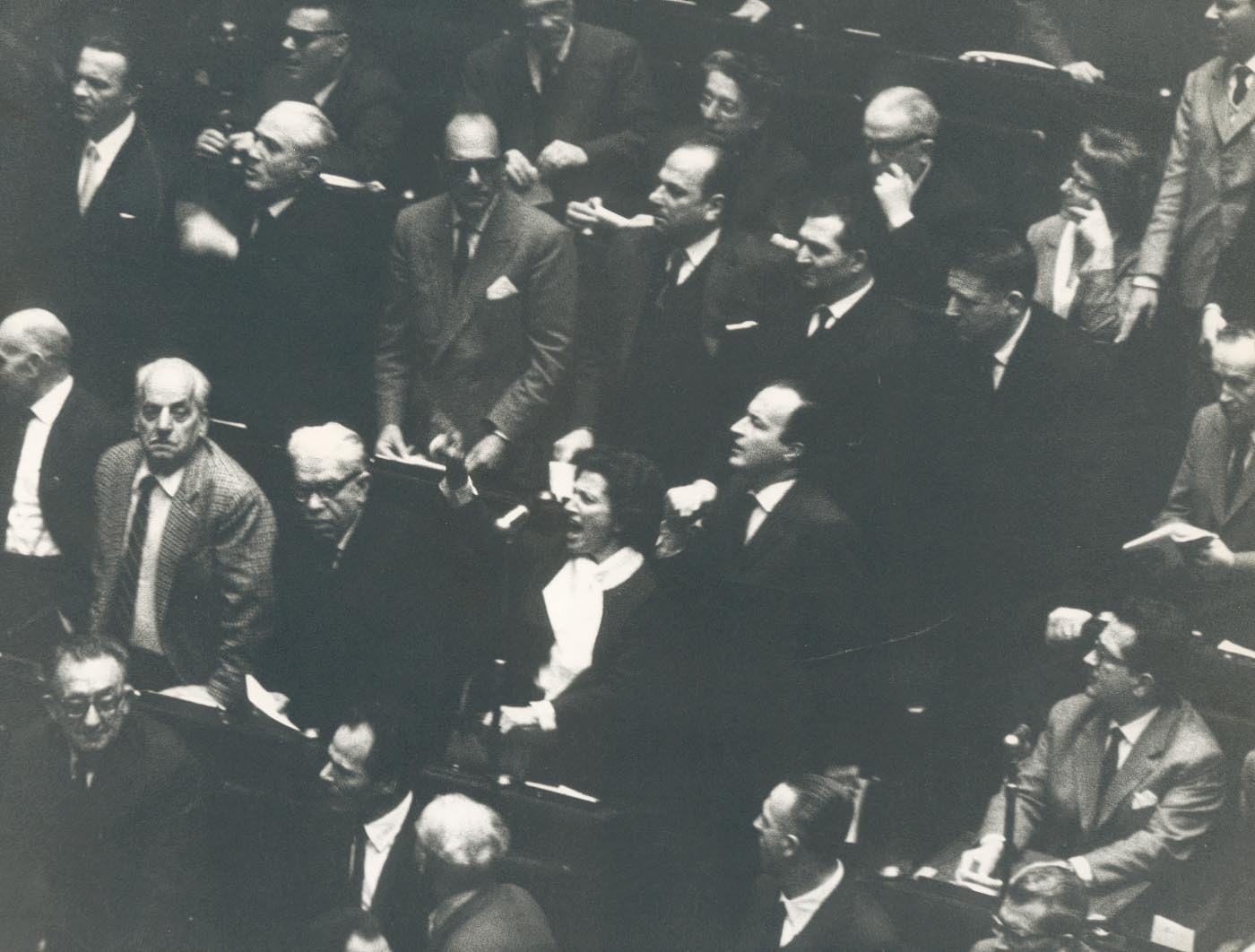
Intervento alla Camera dei Deputati 1949

Gli anni della lotta politica saranno da lei ricordati in Rosso Antico e nella cui prefazione Goffredo Fofi scrive: La vivacità, la freschezza, la vitalità di queste memorie- l'atteggiamento verso la vita di Luciana, fatto di curiosità e di generosità- rendono subito evidente la prima contraddizione, quella tra la rigidità di uno schema, di una visione del marxismo filtrata dal modello sovietico e di una visione dell'organizzazione militante che da quello prende l'esempio, da un lato e la prorompente complessità, la naturale varietà delle situazioni, l'atavico radicamento in una cultura nel suo senso più pienamente antropologico dall'altro. Il confronto tra queste due realtà, la loro difficile conciliazione, è ciò che fa il pregio di queste pagine

### Attività nell'UDI
Parallelamente, fin dai primi momenti di vita dell'organizzazione,si occupa dell'UDI, di cui fu dirigente e militante. Visse tutte le trasformazioni e le lotte dell'Associazione: dalla fondazione fino alla trasformazione in Movimento sancita nella Carta degli intenti, adottata nell'XI Congresso del 1982.  Attiva nel lavoro sul territorio, non mancherà però di offrire il suo contributo teorico e riflessivo nel dibattito femminile.
La prima battaglia che dovrà  affrontare, assieme alle compagne di lotta, sarà quella per il diritto di voto. Ma ben presto arriveranno altre sfide: la parità di salario, il riconoscimento del lavoro rurale, il divieto di licenziamento nei confronti delle donne sposate, la denuncia del caporalato, il sostegno del lavoro a domicilio. Entrò nel Comitato Direttivo dell'UDI nazionale nel III congresso, nel 1949, e restò dirigente e militante, sempre. Attiva nel lavoro sul territorio, offrirà altresì il suo contributo teorico e riflessivo nel dibattito femminile. Al riguardo,  è stata profondamente consapevole che l'emancipazione reale delle donne dovesse passare anche attraverso una “liberazione” dagli stretti legacci ideologici che caratterizzarono gli anni della Guerra fredda Convinta sostenitrice che le battaglie per l'emancipazione della donna, e non la partecipazione subalterna alle lotte della sinistra, dovessero caratterizzare le finalità dell'Associazione ribadirà  fermamente la necessità dell'autonomia dell'UDI.
Il suo contributo nell'elaborazione della politica dell'UDI è stato fondamentale. Vasta e articolata si è rivelata l'attenzione posta su diversi fronti della lotta delle donne negli anni Sessanta e Settanta: la tutela della lavoratrice madre, l'istituzione degli asili nido e dei consultori, la maternità come scelta libera e responsabile.  È stata tra le promotrici della consultazione di massa promossa dall'UDI nel 1975 su “Maternità, sessualità e aborto”. Sarà in prima linea anche nel referendum sul divorzio, nelle battaglie per l'abolizione del Codice Rocco in favore del nuovo diritto di famiglia e per la legge sull'aborto.
Visse tutte le trasformazioni e le travagliate vicende dell'Associazione: dalla nascita nel 1944 fino alla sua trasformazione in Movimento sancita nella Carta degli intenti adottata nell'XI Congresso del 1982; data, questa, che segna una trasformazione organizzativa e una cesura politica molto forte con il proprio passato. Un passato di cui si vuole conservare la memoria con l'intento di salvaguardare le tracce concrete dell'agire politico nei suoi risultati tangibili. “Fare ordine, darsi valore” scrive Luciana Viviani,la quale, assieme a Maria Michetti e Marisa Ombra, si impegnerà nell'organizzazione e nella conservazione del patrimonio documentale mediante il riordino dell'Archivio Centrale dell'UDI, facendone uno strumento di divulgazione e conoscenza di un pezzo significativo della storia delle donne italiane. Sono altresì note le pubblicazioni sulla storia dell'UDI alle quali diede il suo contributo.

Scrivono Luciana Viviani e Giglia Tedesco: 
Luciana ricorda inoltre del desiderio di democrazia delle donne e come esso nascesse dall'esperienza concreta negli anni drammatici della guerra anziché da astratte ideologie: